# 319 (số)
319 (ba trăm mười chín) là một số tự nhiên ngay sau 318 và ngay trước 320.